# Steve Garvey (beisbolista)
Steven Patrick Garvey (Tampa, Florida, 22 de diciembre de 1948), más conocido como Steve Garvey, es un exjugador profesional estadounidense de béisbol que se desempeñó en la posición de primera base en las Grandes Ligas de Béisbol (MLB). Logró obtener cuatro Guantes de Oro.

## Carrera
Garvey jugó como profesional catorce temporadas en Los Angeles Dodgers (1969-1982), después pasó a San Diego Padres, donde jugó cinco temporadas (1983-1987), y fue el equipo en el que se retiró.

## Premios
Fue galardonado con el Guante de Oro en cuatro oportunidades (1974, 1975, 1976 y 1977).